# Santa Teresinha do Menino Jesus (Ossu)

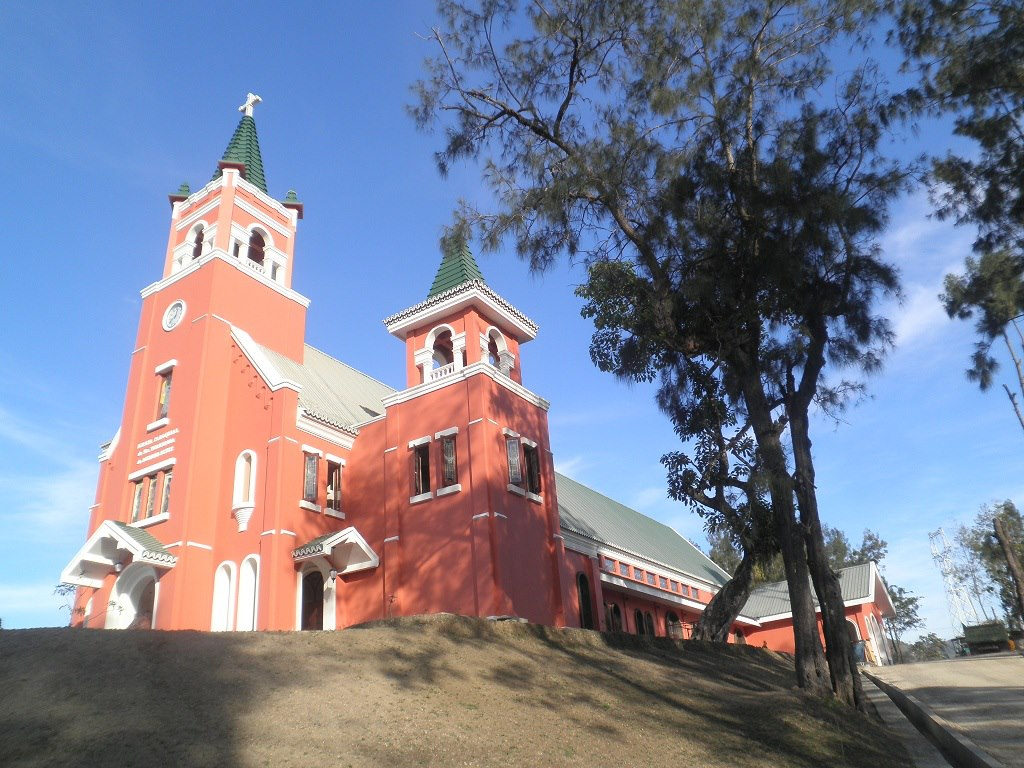
Sta. Teresinha do Menino Jesus

Die Igreja Paroquial Santa Teresinha do Menino Jesus (deutsch Pfarrkirche heilige Theresia vom Kinde Jesus) ist die katholische Pfarrkirche der osttimoresischen Pfarrei in Ossu. Sie liegt im Suco Ossu de Cima (Verwaltungsamt Ossu, Gemeinde Viqueque).

## Geschichte und Architektur

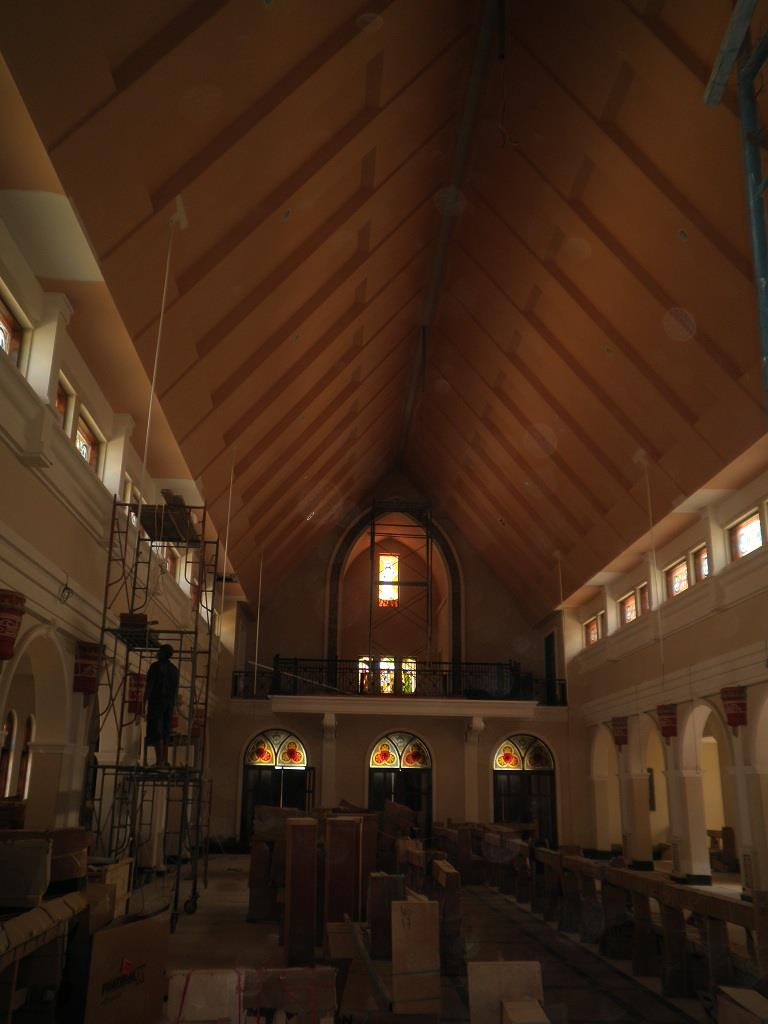
Innenraum

In der Pfarrei, deren Einzugsbereich über die Grenzen des Verwaltungsamts hinausgeht, leben 21.000 Katholiken. Zu ihr gehören 19 Missionsstationen in den kleinen Dörfern in der Umgebung, wo einmal im Monat ein Gottesdienst gehalten wird. Im früheren, heruntergekommenen Kirchengebäude nahmen jede Woche 1500 Menschen an der Sonntagsmesse teil, weitere 1000 standen vor der Kirche. Lautsprecher gab es nicht, so dass der Gottesdienst nicht auf den Vorplatz übertragen werden konnte. Der damalige Pfarrer Tiago Soares da Costa trieb deswegen den Bau einer neuen Kirche voran. Er rief eine Sammlung ins Leben, bei der jede Familie bei jedem Messebesuch zehn Cents spendete und außerdem einen Steinbrocken für das Fundament des Neubaus mitbrachte.
Das neue Kirchengebäude wurde am 30. November 2012 geweiht. Das rot-weiße Gebäude mit drei Glockentürmen über dem Portal hat ein grünes Giebeldach. Das Kirchenportal, zu dem eine Treppe führt, ist mit einigen Heiligenfiguren und -bildern geschmückt. Ein für Osttimor seltener Anblick ist die Kirchturmuhr im Hauptturm.

## Galerie

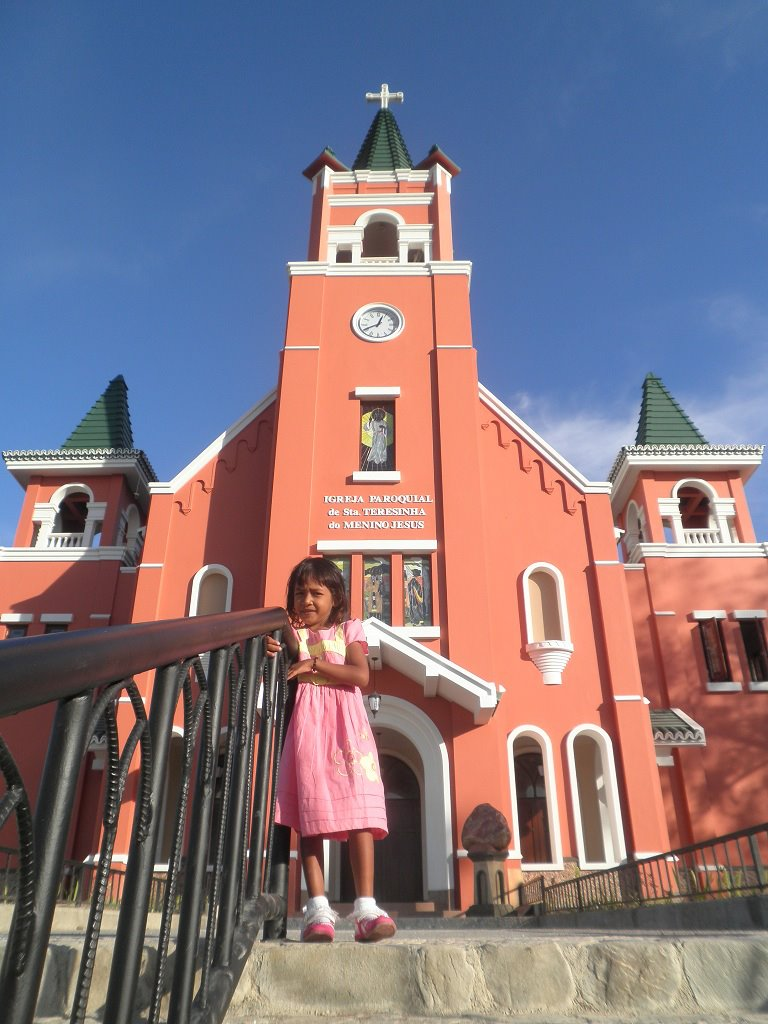
Sta. Teresinha do Menino Jesus in Ossu, Osttimor
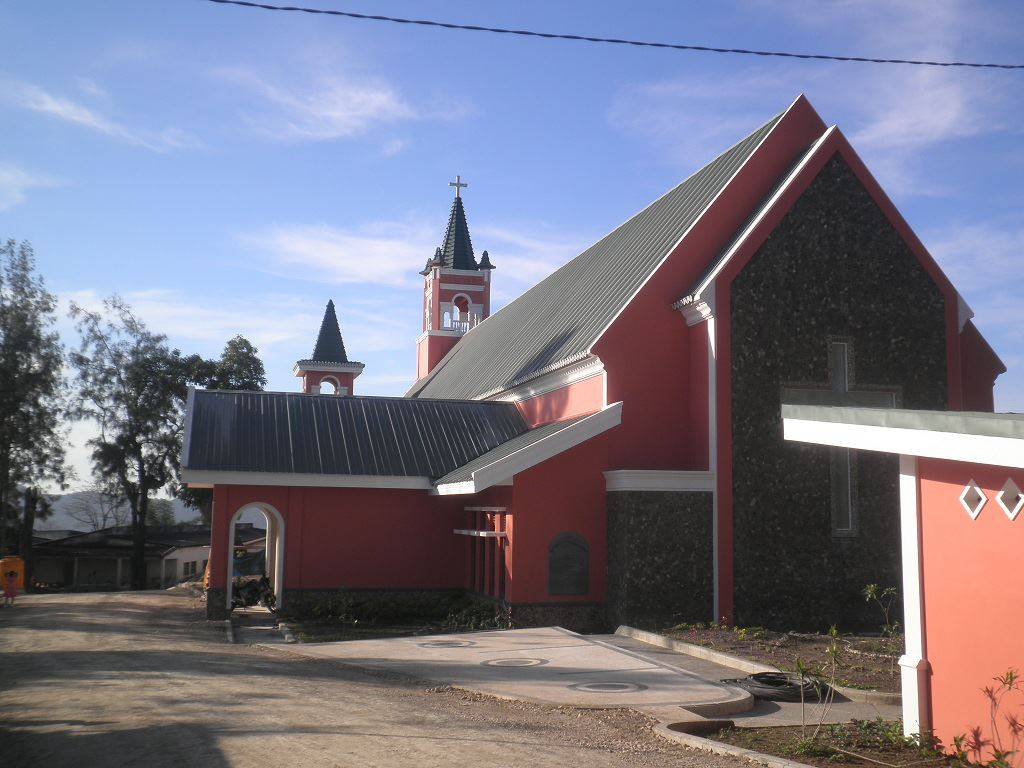
Sta. Teresinha do Menino Jesus in Ossu, Osttimor
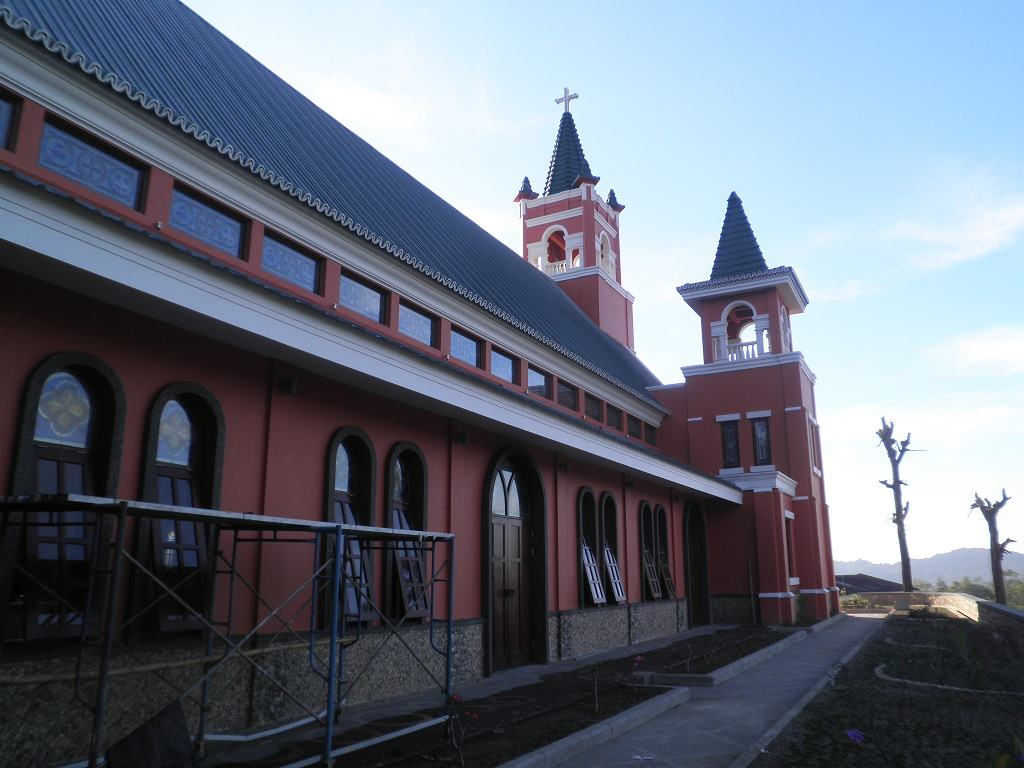
Sta. Teresinha do Menino Jesus in Ossu, Osttimor
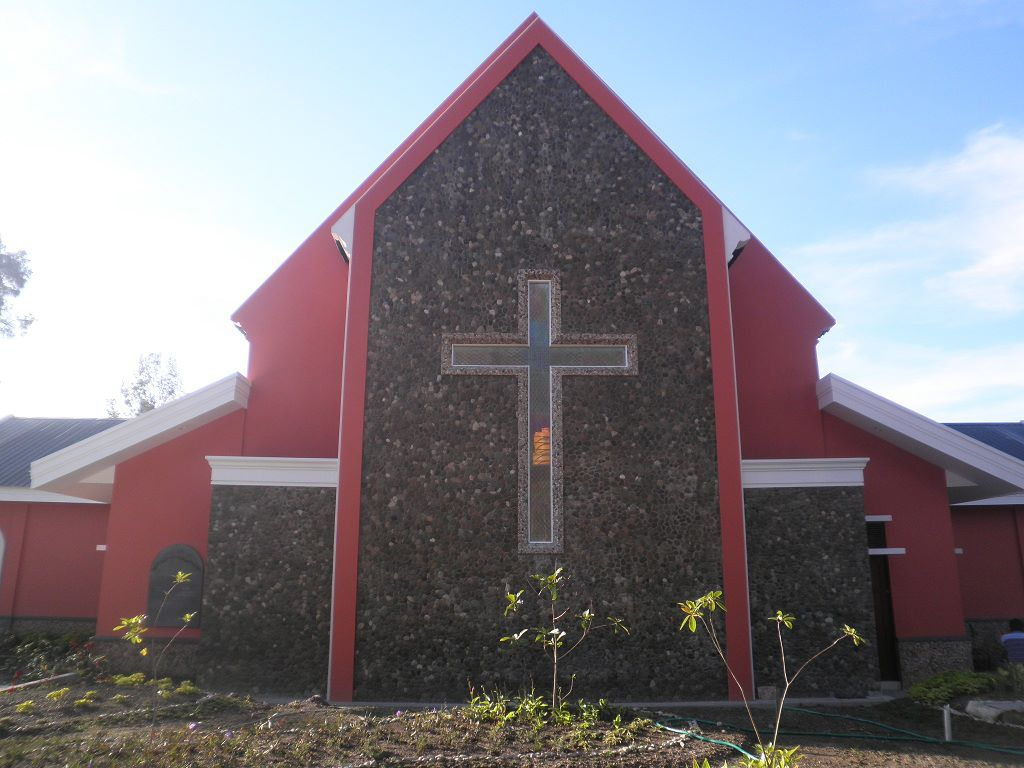
Rückseite
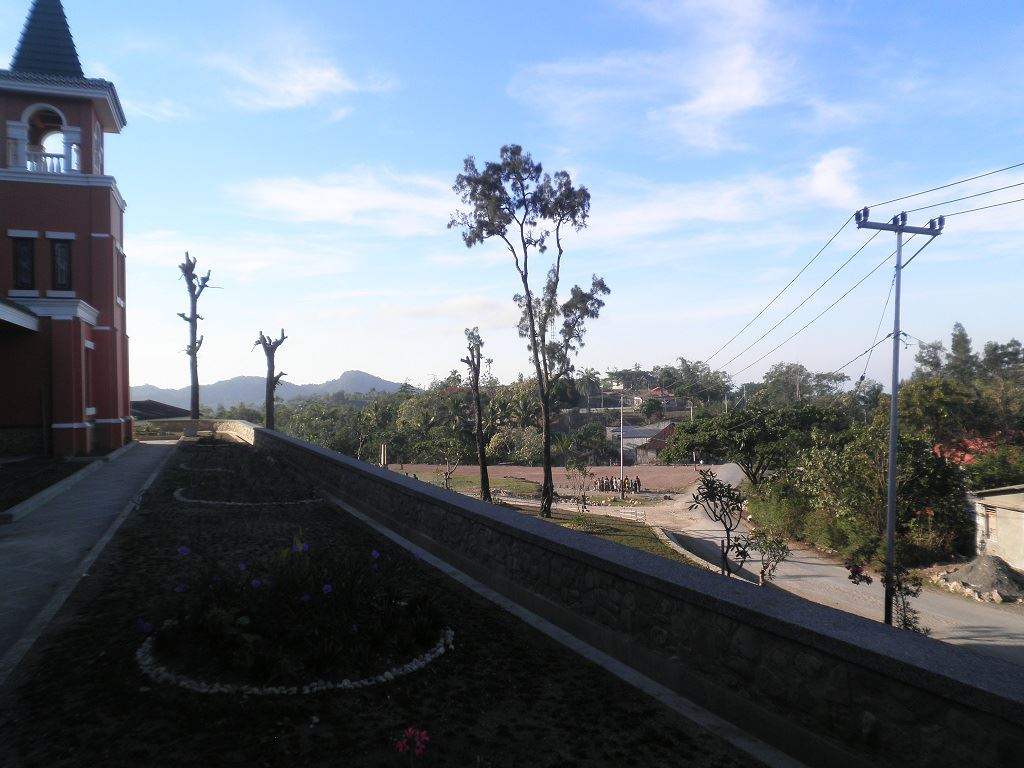
Sta. Teresinha do Menino Jesus in Ossu, Osttimor
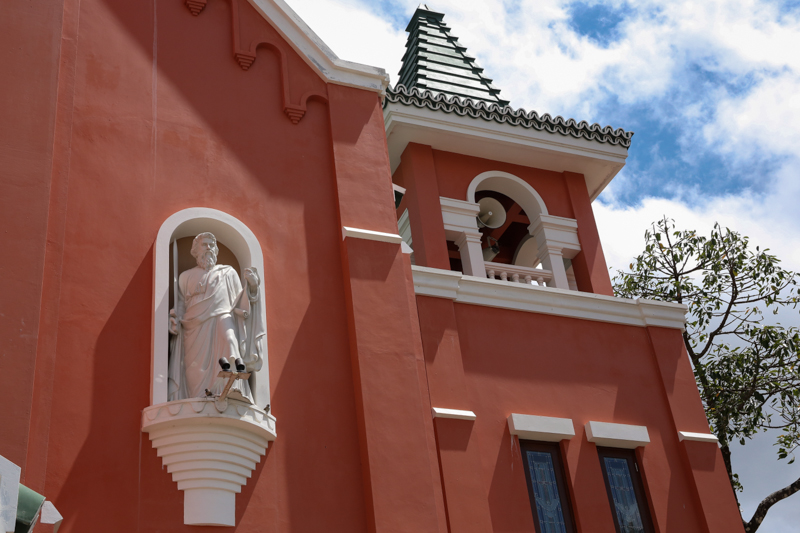
Lautsprecher übertragen die Messe ins Freie
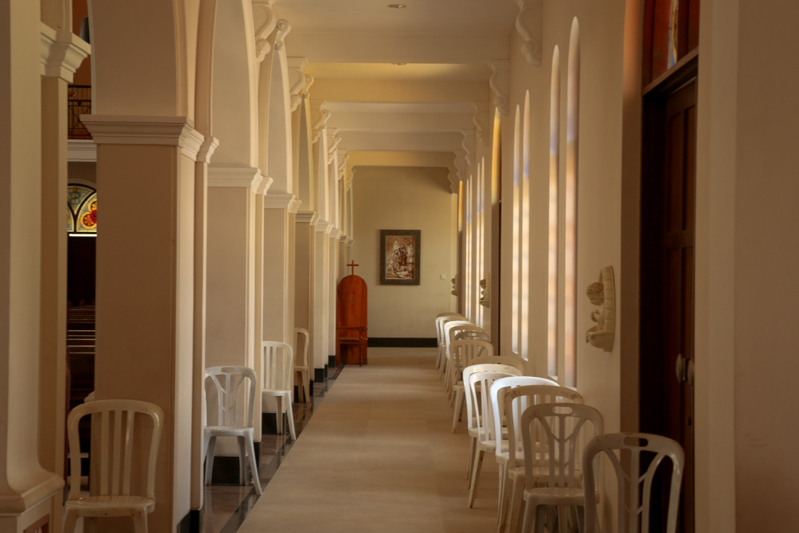
In der Kirche